# کلی سیلدارو
کلی سیلدارو (استونیایی: Kelly Sildaru؛ زادهٔ ۱۷ فوریهٔ ۲۰۰۲) اسکی‌باز نمایشی زن اهل استونی است.
از افتخارات وی می‌توان به کسب مدال طلا در مسابقات جهانی اسکی نمایش جهان ۲۰۱۹ و مدال برنز در بازی‌های المپیک زمستانی ۲۰۲۲ اشاره کرد.